# Lista de emissoras da Rede Cidade Verde
Esta é uma lista que contém as emissoras próprias e afiliadas que retransmitem a programação da Rede Cidade Verde. Além disso, a lista contém ainda as antigas afiliadas da rede e suas respectivas afiliações ou situações atuais.

## Próprias

### Geradora
| Emissora               | Cidade | Canal   | Prefixo |
| ---------------------- | ------ | ------- | ------- |
| TV Cidade Verde Cuiabá | Cuiabá | 12 (41) | ZYQ 721 |

### Filiais
| Emissora                         | Cidade           | Canal   | Prefixo |
| -------------------------------- | ---------------- | ------- | ------- |
| TV Cidade Verde Rondonópolis     | Rondonópolis     | 4 (41)  | RTV     |
| TV Cidade Verde Tangará da Serra | Tangará da Serra | 10 (26) | RTV     |

## Afiliadas

### Acre
| Grupo / Razão Social | Emissora | Cidade     | Canal   | Prefixo |
| -------------------- | -------- | ---------- | ------- | ------- |
| —                    | ADTV     | Rio Branco | 12 (44) | RTV     |

### Mato Grosso
| Grupo / Razão Social        | Emissora                | Cidade  | Canal Analógico | Canal Digital | Prefixo |
| --------------------------- | ----------------------- | ------- | --------------- | ------------- | ------- |
| Garra Radiotelevisão        | TV Cidade Verde Juína   | Juína   | 10              | 40            | RTV     |
| —                           | TV Cidade Verde Sinop   | Sinop   | 28              | 8 (41)        | RTV     |
| Grupo Torres de Comunicação | TV Cidade Verde Colíder | Colíder | 9               | 46            | RTV     |

## Antigas afiliadas
| Nome                           | Cidade              | UF | Canal | Situação/afiliação atual                               | Período de afiliação |
| ------------------------------ | ------------------- | -- | ----- | ------------------------------------------------------ | -------------------- |
| TV Cidade Verde Belém          | Belém               | PA | 40    | Extinta                                                | 2024–2025            |
| Rondoniaovivo TV               | Porto Velho         | RO | 10    | Rede Meio                                              | ????–2025            |
| TV Mutum                       | Nova Mutum          | MT | 11    | Band                                                   | 2019–2024            |
| TV Cidade Verde Tapurah        | Tapurah             | MT | 10    | Extinta                                                | 2019–2021            |
| TV Cidade Verde Peixoto/Matupá | Peixoto de Azevedo  | MT | 7     | Extinta                                                | 2019–2020            |
| TV Portal                      | Terra Nova do Norte | MT | 4     | Extinta                                                | 2019–2020            |
| RSTV                           | Sapezal             | MT | 11    | Extinta                                                | 2006–2016            |
| TV Bandeirantes Sinop          | Sinop               | MT | 13    | Hoje TV Mais, afiliada à TV Brasil Oeste (Rede Brasil) | 2009–2013            |
| TV Cidade Vale do São Lourenço | Jaciara             | MT | 13    | Hoje TV Cidade, afiliada ao SBT                        | 2002–2009            |
| TV Cidade                      | Sorriso             | MT | 6     | Hoje SBT Sorriso, afiliada ao SBT                      | 2002–2009            |